# Noize Generation
Noize Generation (* 20. Juli in Schytomyr, Ukraine; bürgerlich Jewgeni Grischbowski) ist ein ukrainisch-deutscher Musikproduzent, DJ und Remixer im Bereich der Electro-, House- und Dance-Musik.

## Biografie
Jewgeni Grischbowski wurde am 20. Juli 1992 in der Ukraine geboren.
Aufgewachsen ist er in der fränkischen Stadt Coburg, wo bereits in jungen Jahren sein Interesse für Musik geweckt wurde und er sowohl Klavier-, Schlagzeug- als auch Gitarrespielen erlernte. Seine ersten musikalischen Schritte machte Grischbowski daraufhin als Schlagzeuger in einer Alternative-Rock-Band.
Im Alter von 16 Jahren begann er sich jedoch in den Bereich der Elektronische Musik einzubringen. Das Interesse für diese Musik wurde insbesondere durch Künstler wie Justice und The Bloody Beetroots geweckt. Kurz darauf begann er als Noize Generation seine eigenen Lieder zu komponieren und zu produzieren. Seinen ersten Erfolg erlangte er 2010 mit gerade erst 17 Jahren, als er einen Remix Contest für Zombie Nations EP The Mind Of Many gewinnt. Wenig später erreichte seine erste eigene EP Get The Fuck Up Platz 4 der Deutschen Club Charts. Des Weiteren erschienen zahlreiche Remixe für Künstler wie Iggy Azalea, Pendulum oder Skrillex.
Weitere Aufmerksamkeit erlangte er mit seinen inoffiziellen Remixen von Dare und Feel Good Inc. der Band Gorillaz, die beide Top 3 Platzierungen auf der Musikplattform Hype Machine erreichten und Hunderttausende Klicks auf YouTube und SoundCloud sammelten. Es folgten Auftritte in zahlreichen Ländern Europas und Asiens, darunter Deutschland, Südkorea, Portugal, Ungarn, Italien und Schweden. Die Auftritte erfolgten teilweise gemeinsam mit DJs wie Martin Garrix, Dimitri Vegas & Like Mike, Zedd und vielen mehr. In Zusammenarbeit mit dem britischen Singer-Songwriter Jody Brock nahm er im Spätsommer 2013 den Track Name in Lights auf, dessen offizielles Musikvideo am 27. Oktober 2013 erschien. Während er sich bisher überwiegend auf das Genre Electro-House und Progressive House konzentrierte, begann er jedoch auch seinen Stil mit dem derzeit sehr populären Future-House zu fusionieren.
Im Jahr 2014 wurde schließlich das Musiklabel Universal Music auf Grischbowski aufmerksam und nahm ihn im Juli 2014 unter Vertrag. Daraufhin veröffentlichte er weitere Remixe zu Liedern wie Love Runs Out von OneRepublic oder Josef Salvats Diamonds. Vor allem der Remix zu Love Runs Out erfreute sich einer großen Beliebtheit und erreichte auf SoundCloud und YouTube 1 Million Plays in kürzester Zeit. Gemeinsam mit dem schwedischen Singer-Songwriter Patrik Jean begann er daraufhin im Studio an verschiedenen Liedern zu arbeiten, woraus die Tracks A Song For You und Crazy Now entstanden. Seine erste offizielle Single A Song for You erschien gemeinsam mit Crazy Now am 27. Februar 2015. Bereits vor der Veröffentlichung erhielt A Song for You starken Support durch verschiedene Radiostationen, darunter „N-Joy“ und „Kiss FM“. Des Weiteren wurde das Lied in der Casting-Show „Germany’s Next Topmodel“ verwendet. Am 11. November 2016 erschien die Single Down In The Club gemeinsam mit der schwedischen Sängerin Emelie Cyreus.
Im Jahr 2018 erschien nach Tracks wie Believer (welcher von Steve Aoki supported wurde) oder auch Sun Is Dark, der Track Around The World mit Wiener-Produzent MOUNT heraus. ATW ist ein Cover des gleichnamigen Tracks von ATC aus dem Jahr 2001.

## Diskografie

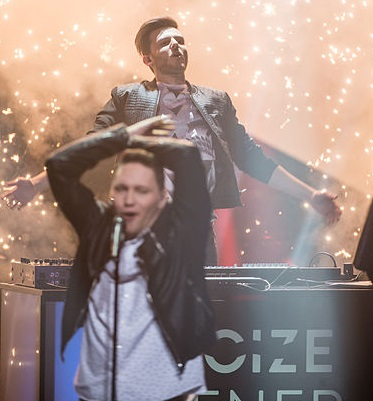
Noize Generation (hinten) und Patrik Jean (vorne) bei Unser Song für Österreich

### EPs
- 2010: Get the Fuck Up (feat. Circe)
- 2010: Ghetto Rave
- 2010: Drop That
- 2011: Monster EP Part 1
- 2011: Monster EP Part 2
- 2012: Rock Dat Shit
- 2013: Heartbeat

### Singles
- 2013: Name in Lights (feat. Jody Brock)
- 2014: Crank It Up (mit Dumme Jungs)
- 2015: A Song For You (feat. Patrik Jean)
- 2015: Crazy Now (feat. Patrik Jean)
- 2015: Ready Or Not (feat. Liv)
- 2016: I Need Love
- 2016: Take Me Higher (feat. Supermans Feinde)
- 2016: So Far
- 2016: Down In The Club (feat. Emelie Cyreus)
- 2016: Hands Up (feat. Victoria Dogan)
- 2017: Lion  (mit CALVO & Emelie Cyreus)
- 2017: Found U (feat. Terri B!)
- 2018: We Got Love (feat. Cali)
- 2018: Hold Me Down (feat. Notelle)
- 2018: Weekend (feat. Oké)
- 2018: Believer
- 2018: Come Closer (feat. Oké)
- 2018: Sun Is Dark
- 2018: Around The World (mit MOUNT)
- 2019: Wasted

### Remixe
- 2010: Autodidakt – Here We Go
- 2010: F.O.O.L feat. A Girl & A Gun – Berserkergang
- 2010: Decalicious – Nightlife
- 2010: Pendulum – The Island
- 2011: The Sneekers – Green City Lights
- 2011: Autodidakt & John Disco – Bully In The House
- 2011: Beef Theatre – Purple Rain
- 2011: The S – Yuk It Up
- 2011: Duo Synchron & Dirty Disco Youth – Gravity
- 2012: Gorillas On Drums – We Are G.O.D
- 2012: Iggy Azalea – My World
- 2013: The Airplane Boys – Beau Monde
- 2013: Skrillex feat. Damian Marley – Make It Bun Dem
- 2014: Gorillaz – Dare
- 2014: Gorillaz – Feel Good Inc.
- 2014: Madeline Juno – Error
- 2014: Route 94 feat. Jess Glynne – My Love
- 2014: OneRepublic – Love Runs Out
- 2014: Josef Salvat – Diamonds
- 2015: Felix Jaehn – Ain’t Nobody (Loves Me Better)
- 2016: Justin Bieber – Love Yourself